# Bubak
Bubak is een bestuurslaag in het regentschap Pekalongan van de provincie Midden-Java, Indonesië. Bubak telt 2028 inwoners (volkstelling 2010).